# Monts Boldina
Les Monts Boldina sont à Tchernihiv un site historique protégé en rive droite de la Desna. La partie surélevée protèges des zones inondables de la Strizhen des monuments comme le Monastère de la Trinité Elie et le mémorial des cendres du soldat inconnu de l'Armée Rouge. Mais aussi des statues et vestiges archéologiques.

## Étymologie
La racine bold est chêne en slavon, peut-être par référence à la colline couverte de cette essence. Mais en ancien ukrainien ce toponyme signifie montagnes et en moldave sommet. Cette éminence était autrefois une nécropole.

## Galerie d'images

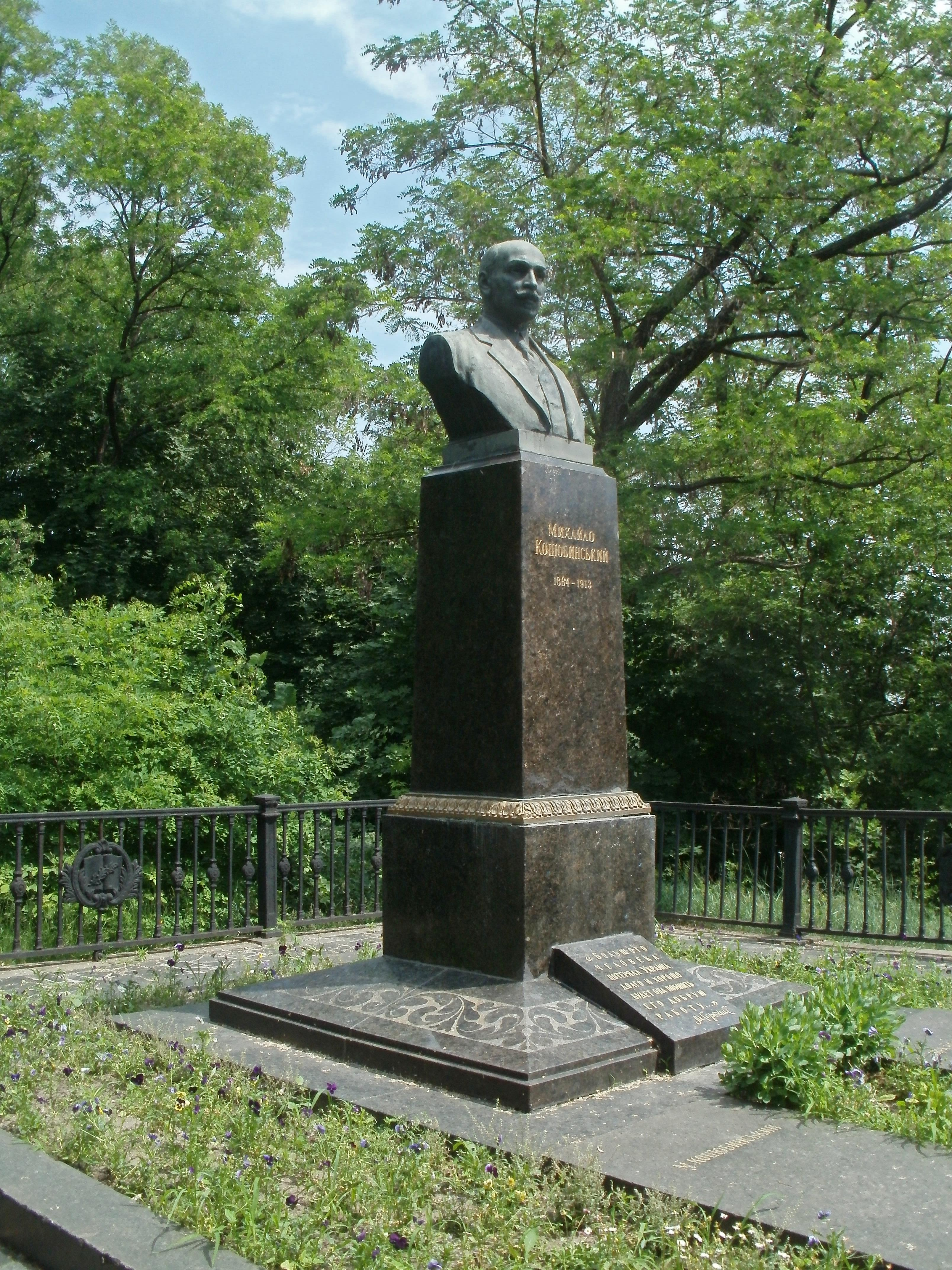
Mykhailo Kotsiubynsky, monument classé[3].
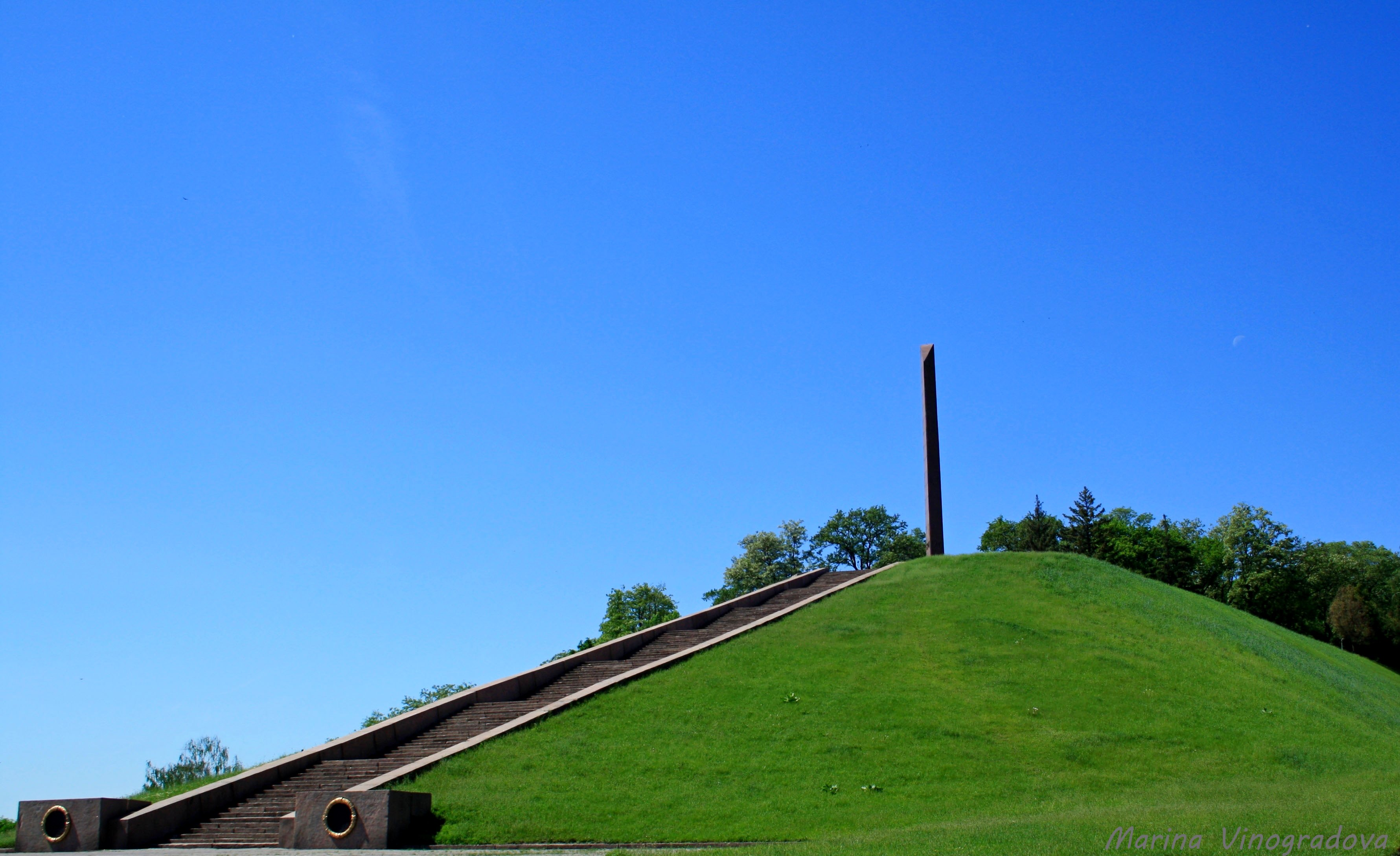
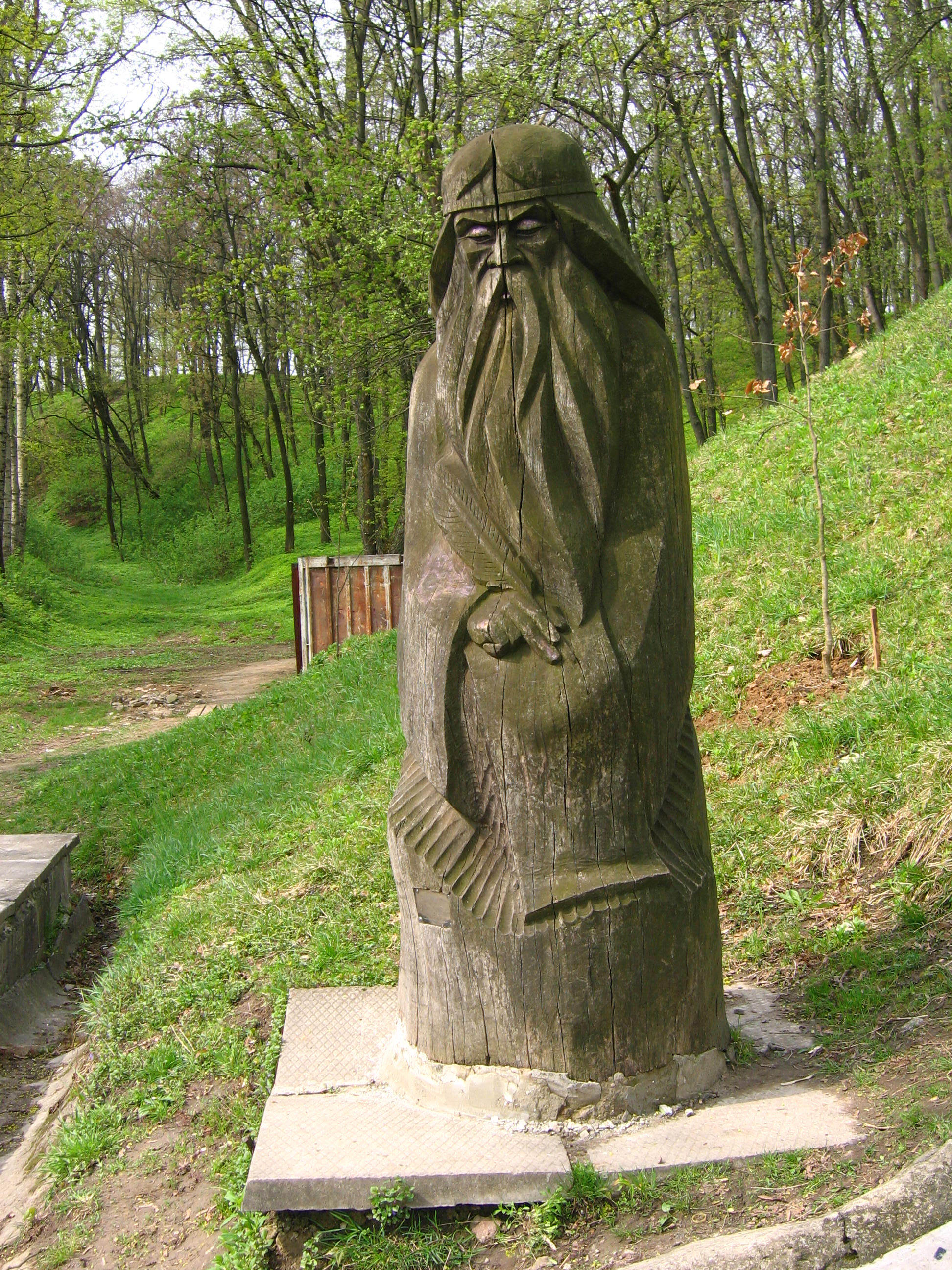
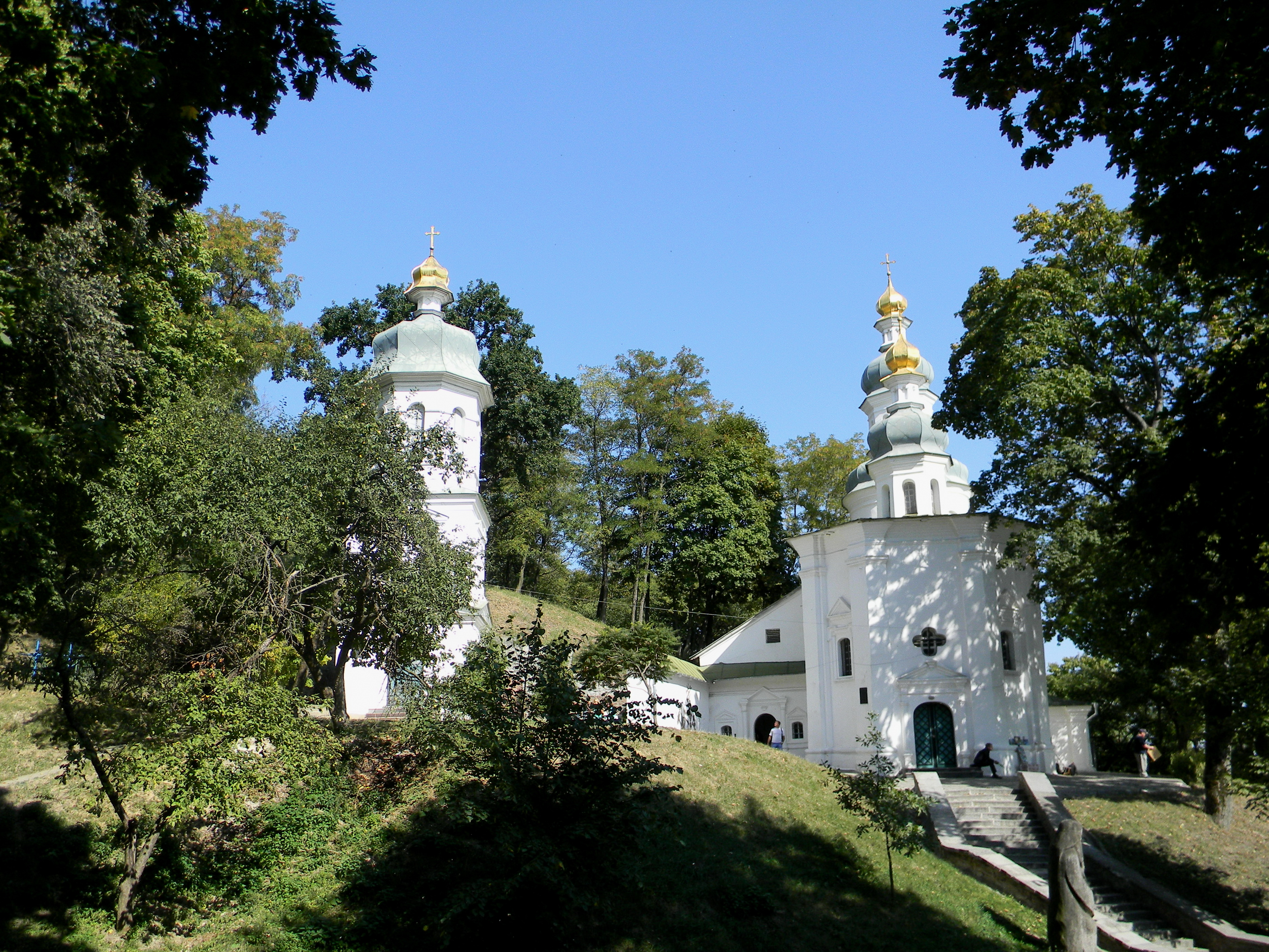
Monastère de la Trinité Elie.
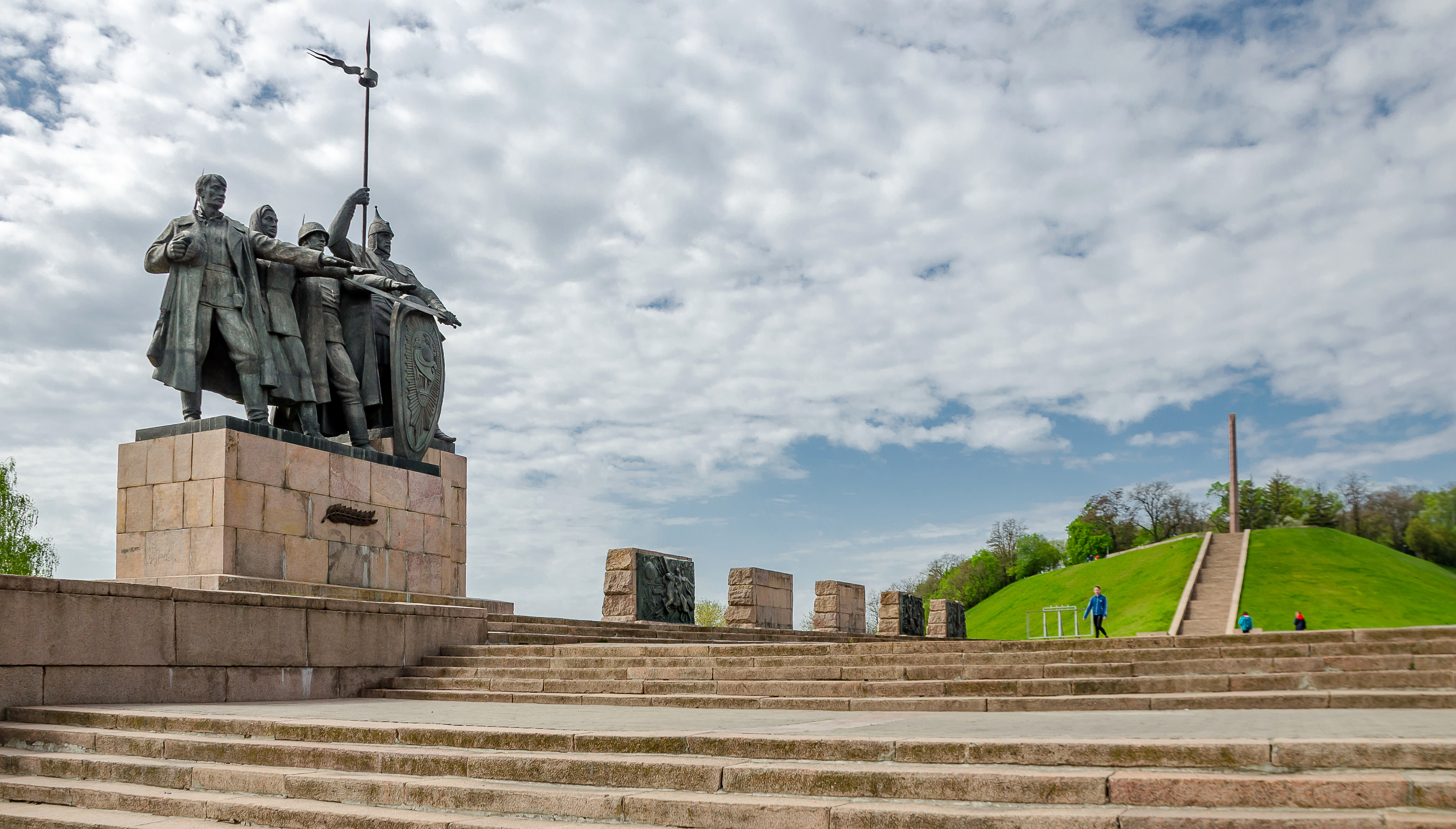
Monument aux morts.
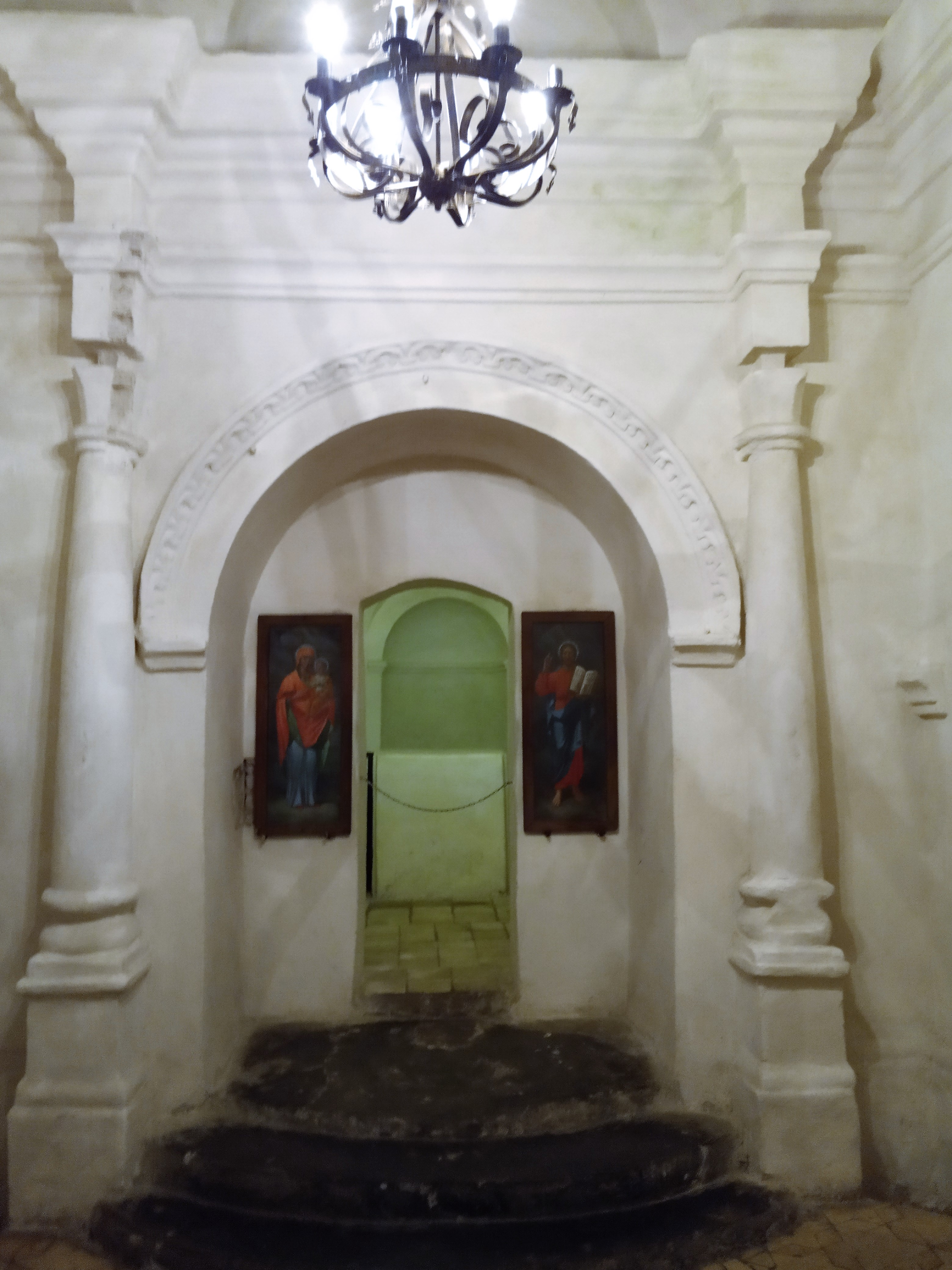
Les grottes de Saint-Antoine.